# Zbrodnia w Józefowie (1942)
Zbrodnia w Józefowie (1942) – masowy mord na żydowskich mieszkańcach Józefowa Biłgorajskiego dokonany przez okupantów niemieckich w dniu 13 lipca 1942. Na Winiarczykowej Górze pod Józefowem funkcjonariusze 101. policyjnego batalionu rezerwy (Reserve-Polizei-Bataillon 101) rozstrzelali wówczas od 1300 do 1500 Żydów. Większość ofiar stanowiły kobiety, dzieci i starcy.

## Żydowska społeczność Józefowa w latach 1939-1942
We wrześniu 1939 roku Józefów Biłgorajski został opanowany przez Armię Czerwoną. Ostatecznie na mocy „Traktatu o granicach i przyjaźni”, zawartego pomiędzy III Rzeszą a ZSRR w dniu 28 września 1939, miasto znalazło się w niemieckiej strefie okupacyjnej. Wraz z odchodzącymi na wschód wojskami sowieckimi miasto opuściło także od 300 do 1000 Żydów. W Józefowie pozostali wówczas tylko najbiedniejsi obywatele żydowskiego pochodzenia.
W pierwszych latach okupacji żydowska społeczność Józefowa nie doznała szczególnych prześladowań ze strony Niemców. Na terenie miasta zorganizowano getto, którego życiem kierował powołany przez okupantów Judenrat z Baruchem Goldsztajnem na czele. W okolicy powstały także dwa obozy pracy dla Żydów. Sytuacja pogorszyła się w marcu 1941, gdy Niemcy osiedlili w józefowskim getcie blisko 600 Żydów wypędzonych z Konina. Liczba żydowskich mieszkańców Józefowa wzrosła wówczas do prawie 2200. Gwałtownie pogorszyły się warunki aprowizacyjne i sanitarne – zwłaszcza po serii pożarów w sierpniu 1941, które pozbawiły kilkuset Żydów dachu nad głową. W getcie wybuchła wkrótce epidemia tyfusu. Na początku 1942 roku racje żywnościowe dla Żydów obniżono do 72 gramów chleba dziennie i 200 gramów cukru miesięcznie.
Wiosną 1942 roku gwałtownie zaostrzył się terror okupanta. 1 maja 1942 funkcjonariusze Gestapo z Biłgoraja aresztowali w Józefowie 20 Żydów oskarżonych o sympatie komunistyczne. Po zatrzymanych ślad zaginął. Od tego momentu funkcjonariusze okolicznych placówek Gestapo, żandarmerii i Bahnschutzu niemal każdego miesiąca dopuszczali się morderstw na józefowskich Żydach. Największa masakra miała miejsce w dniu 11 maja 1942, kiedy to na ulicach getta i w pobliskim kamieniołomie trzech Niemców zastrzeliło ponad 120 Żydów.

## Preludium zbrodni
Na początku 1942 roku – w ślad za postanowieniami poczynionymi podczas tzw. konferencji w Wannsee – Niemcy przystąpili do realizacji operacji „Reinhardt” (Einsatz Reinhardt), pod którym to kryptonimem krył się plan zagłady wszystkich Żydów zamieszkujących Generalne Gubernatorstwo i okręg białostocki. Rozpoczęła się wówczas masowa likwidacja żydowskich gett w okupowanej Polsce. Większość ich mieszkańców wywieziono na śmierć do obozów zagłady, zorganizowanych przez Niemców w Bełżcu, Chełmnie, Majdanku, Oświęcimiu-Brzezince, Sobiborze i Treblince.
W czerwcu 1942 roku problemy związane z transportem – spowodowane m.in. brakiem odpowiedniej liczby pociągów oraz remontem linii kolejowej prowadzącej do Sobiboru – wymusiły w dystrykcie lubelskim wstrzymanie na blisko 20 dni deportacji do obozów zagłady. Kierujący akcją „Reinhardt” SS-Brigadeführer Odilo Globocnik (jednocześnie Dowódca SS i Policji na dystrykt lubelski) nie chciał się jednak pogodzić ze zwolnieniem tempa akcji eksterminacyjnej. Polecił więc, aby w oczekiwaniu na wznowienie transportów zgromadzić Żydów w specjalnych gettach i obozach tranzytowych (Izbica, Piaski). Rozkazał także kontynuować eksterminację ludności żydowskiej – poprzez masowe rozstrzeliwania.
Jednym z żydowskich skupisk, które Globocnik zamierzał „opróżnić” tą metodą, było getto w Józefowie – liczące podówczas ok. 1800 mieszkańców. Zadanie wymordowania józefowskich Żydów otrzymał rozmieszczony w Biłgoraju niemiecki 101. rezerwowy batalion policji. Oddział ten przerzucono do okupowanej Polski na trzy tygodnie przed „akcją” w Józefowie. Służący w jego szeregach funkcjonariusze byli w większości rezerwistami wywodzącymi się z robotniczych i drobnomieszczańskich środowisk Hamburga – uznanymi z rozmaitych przyczyn za nieodpowiedni materiał do służby w Wehrmachcie. Batalionem dowodził major Wilhelm Trapp, podczas gdy funkcję dowódców kompanii pełnili kapitanowie Wolfgang Hoffman i Julius Wohlauf oraz porucznik Hartwig Gnade.
W związku z przygotowaniami do „akcji” w Józefowie do koszar w Biłgoraju ściągnięto niemal wszystkie pododdziały batalionu. Jako termin jej przeprowadzenia wyznaczono 13 lipca 1942 roku. Tego dnia we wczesnych godzinach porannych policjantów przewieziono ciężarówkami do Józefowa. Przed rozpoczęciem akcji major Trapp przemówił przed frontem jednostki. Ogłosił wówczas, że zadaniem batalionu będzie zgromadzenie wszystkich zdolnych do pracy żydowskich mężczyzn oraz rozstrzelanie wszystkich kobiet, dzieci i starców. Uzasadnił konieczność przeprowadzenia tej ludobójczej akcji rzekomą współpracą Żydów z partyzantami. Dodał jednocześnie, że policjanci wykonując zadanie powinni pamiętać, iż w Niemczech giną od alianckich bomb niemieckie kobiety i dzieci. Następnie polecił wystąpić z szeregu tym policjantom, którzy nie czuli się na siłach dokonywać rozstrzeliwań. Z możliwości tej skorzystało ok. 11–12 członków batalionu.

## Przebieg masakry

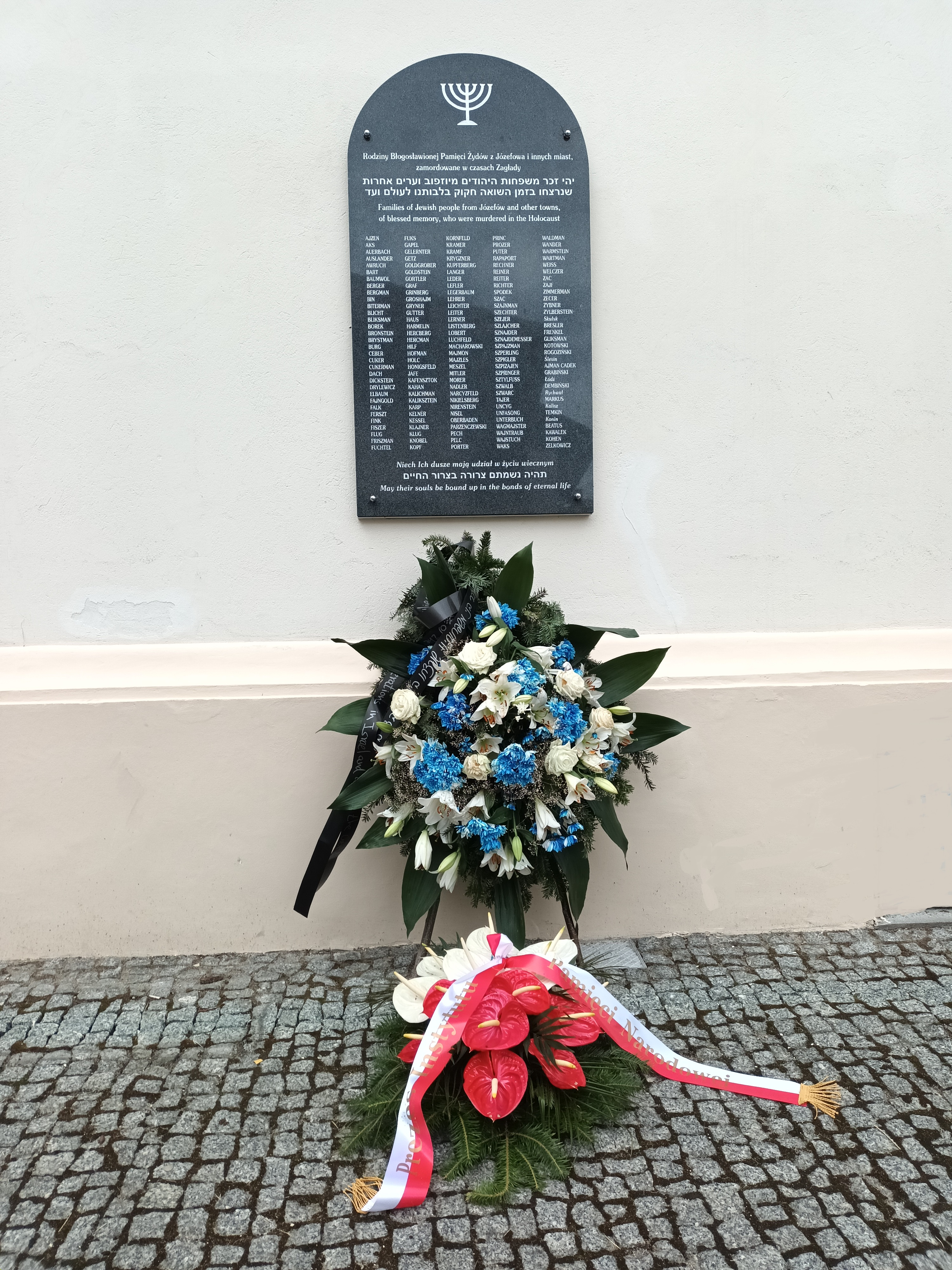
Tablica z nazwiskami żydowskich rodzin zamordowanych w czasie masakry 13 lipca 1942. Synagoga w Józefowie

Po wkroczeniu do Józefowa policjanci zaczęli wyciągać Żydów z domów i spędzać ich na tamtejszy rynek. Osoby stawiające opór lub próbujące ucieczki, jak również niemowlęta oraz osoby z racji wieku lub choroby niezdolne do poruszania się o własnych siłach, były rozstrzeliwane na miejscu. Jeden policjantów zeznał później, że „ciała zastrzelonych Żydów leżały wszędzie – w domach, na ulicach, na rynku”.
Spędziwszy Żydów na rynek Niemcy polecili zgłosić się wszystkim rzemieślnikom i mężczyznom zdolnym do pracy. Dyrektor pobliskiego tartaku wyjednał wówczas u Trappa zwolnienie 25 żydowskich robotników pracujących w jego zakładzie. Pozostali „wyselekcjonowani” mężczyźni (ok. 200–400 osób) zostali zabrani na pobliski przystanek kolejowy skąd odwieziono ich później do Lublina. Jednocześnie Niemcy zaczęli ładować pozostałych Żydów na ciężarówki, po czym partiami po 35–40 osób odwozić do odległego o ok. 2 kilometry lasu – położonego po obu stronach szosy wiodącej do Biłgoraja (tzw. Winiarczykowa Góra). Na miejscu czekali już policjanci z 1. kompanii kapitana Wohlaufa, która miała pełnić rolę komanda egzekucyjnego. Żydom polecano kłaść się twarzą do ziemi w równym szeregu, po czym ludzie Wohlaufa mordowali ich strzałami karabinowymi w kark. Uzbrojeni w pistolety maszynowe podoficerowie dobijali osoby dające oznaki życia. Masakra trwała od godzin porannych aż do zapadnięcia zmroku (z krótką przerwą koło południa). W jej trakcie funkcjonariuszom rozdano alkohol. Po pewnym czasie dowództwo batalionu uznało tempo egzekucji za zbyt wolne i wzmocniło kompanię Wohlaufa policjantami z 2. kompanii porucznika Gnadego.
Łącznie ofiarą masakry padło od 1300 do 1500 mieszkańców getta w Józefowie. W gronie ofiar znalazła się pewna liczba niemieckich Żydów – deportowanych do Polski z Hamburga, Kassel, Bremy i innych niemieckich miast. Po zakończeniu egzekucji policjanci powrócili do Biłgoraja. Ciała zamordowanych po prostu porzucono w lesie (niektórzy policjanci dopuścili się przy tym rabunku zegarków, biżuterii i pieniędzy znalezionych przy zwłokach). Dopiero po pewnym czasie władze niemieckie poleciły miejscowym Polakom pogrzebać zamordowanych. Stos bagaży pozostawionych przez Żydów na józefowskim rynku został spalony.

## Epilog
Rzeź w dniu 13 lipca 1942 nie oznaczała jeszcze całkowitej likwidacji getta w Józefowie. Część Żydów zdołała skutecznie ukryć się w piwnicach lub uciec z miejsca egzekucji na Winiarczykowej Górze (ich liczba jest szacowana na ok. 200–300). Ponadto w niedługim czasie Niemcy osiedlili w Józefowie ok. 300–400 Żydów zamieszkujących dotąd w mniejszych gettach na terenie powiatu biłgorajskiego (m.in. w Łukowej). Ostateczna likwidacja józefowskiego getta nastąpiła na początku listopada 1942 roku, gdy Niemcy wywieźli ostatnich zamieszkujących w nim Żydów do obozu zagłady w Bełżcu.

## Upamiętnienie

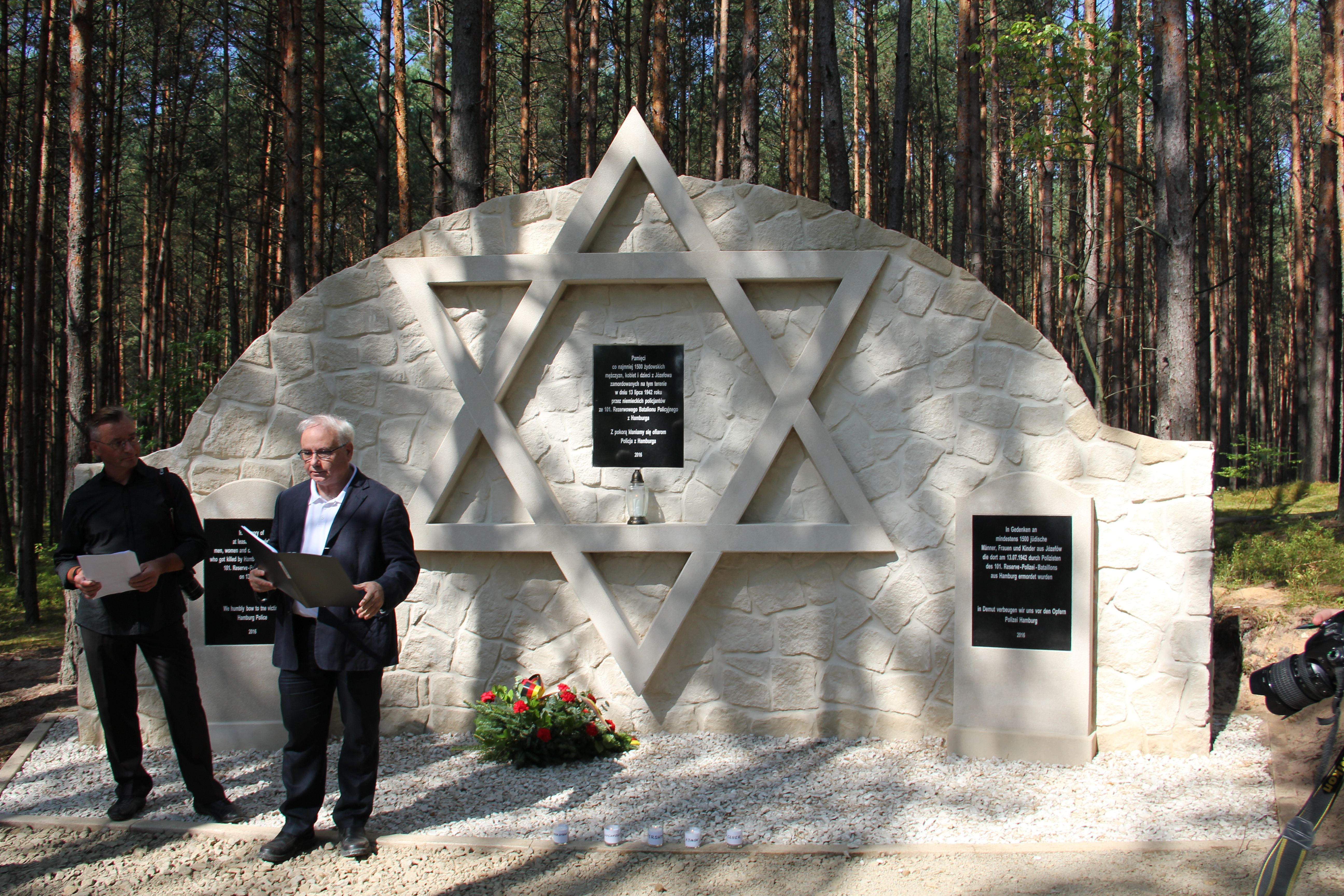
Pomnik na miejscu zbrodni, częściowo ufundowany przez policję z Hamburga

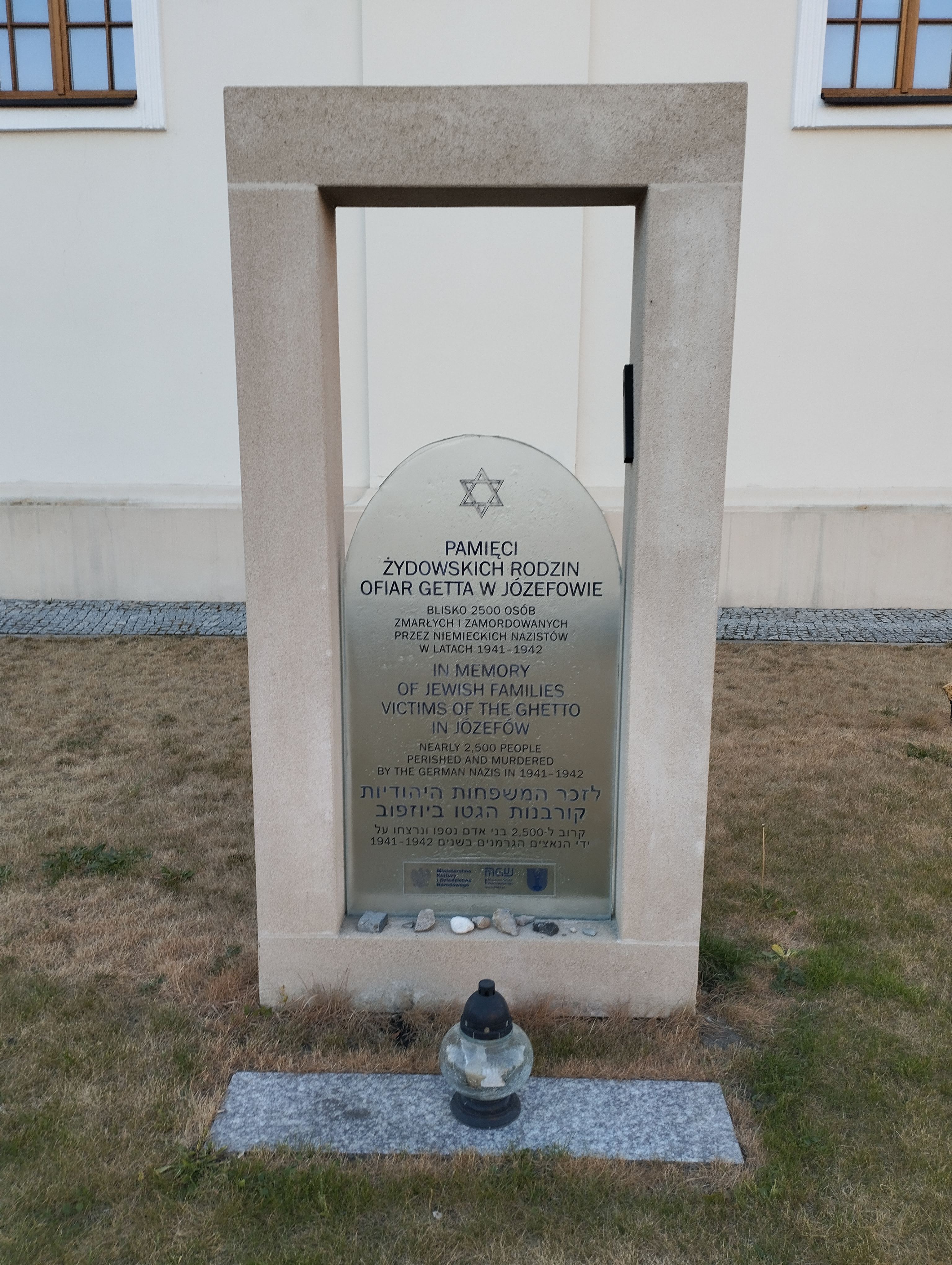
„Macewa Pamięci” przed synagogą w Józefowie

Ofiary masakry dokonanej przez Niemców w dniu 13 lipca 1942 upamiętniał początkowo pamiątkowy głaz postawiony na Winiarczykowej Górze.
8 września 2016 roku,  obok dawnej Winiarczykowej Góry, która obecnie nie istnieje, przy masowych grobach odsłonięto pomnik, częściowo ufundowany przez policję z Hamburga. Widnieje na nim napis:

Pamięci ponad 1500 żydowskich dzieci, kobiet i mężczyzn z Józefowa zamordowanych na tym terenie w dniu 13 lipca 1942 roku przez niemieckich policjantów ze 101. Rezerwowego Batalionu Policyjnego z Hamburga. Z pokorą kłaniamy się ofiarom. Policja z Hamburga 2016 rok.

13 lipca 2022 roku, w 80. rocznicę zbrodni, w Józefowie odbyły się uroczystości zorganizowane przez Muzeum Getta w Warszawie, Stowarzyszenie Wychowanków Liceum Ogólnokształcącego w Józefowie i Urząd Gminy. Przed synagogą odsłonięto pomnik „Macewa Pamięci” autorstwa Jerzego Kaliny oraz tablicę ze 154 nazwiskami rodzin Żydów z Józefowa, Kalisza, Konina, Łodzi, Skulska, Ślesina i Rychwału, którzy tu zostali deportowani i zgładzeni.

## Odpowiedzialność sprawców
Tylko nieliczni sprawcy zbrodni w Józefowie ponieśli po wojnie odpowiedzialność karną. Porucznik Hartwig Gnade poległ w czasie wojny. Major Wilhelm Trapp oraz jego trzej podwładni ze 101. rezerwowego batalionu policji zostali ekstradowani do Polski pod koniec 1946 roku. Po trwającym jeden dzień procesie (6 lipca 1948) Trapp oraz policjant nazwiskiem Drewes zostali skazani przez sąd w Siedlcach na karę śmierci (wyrok wykonano w grudniu 1948). Porucznik Heinz Bumann został skazany na karę 8 lat więzienia (wyszedł na wolność w 1952 roku), a starszego sierżanta Arthura Kadlera uniewinniono. Wyrok dotyczył jednak wyłącznie udziału oskarżonych w odwetowej egzekucji 78 polskich zakładników w Talczynie.
30 października 1967 roku, po kilkuletnich przygotowaniach, rozpoczął się w Hamburgu proces czternastu funkcjonariuszy 101. rezerwowego batalionu policji. Zakończenie procesu nastąpiło 8 kwietnia 1968 roku. Na kary pozbawienia wolności skazani zostali wówczas kapitanowie Wolfgang Hoffman i Julius Wohlauf oraz porucznik Kurt Dreyer (osiem lat więzienia), a także sierżanci Anton Becker i Heinrich Becker (odpowiednio sześć i pięć lat więzienia). Pozostali oskarżeni zostali wyłączeni z procesu ze względu na stan zdrowia lub zostali uznani za winnych, lecz bez kary ograniczenia wolności. W wyniku procesów apelacyjnych, które toczyły się do 1972 roku, obaj sierżanci zdołali uniknąć więzienia, podczas gdy kary Hoffmanna i Dreyera skrócono odpowiedniodo 4 i 3,5 lat pozbawienia wolności.